# Сражение при Асал-Уттаре

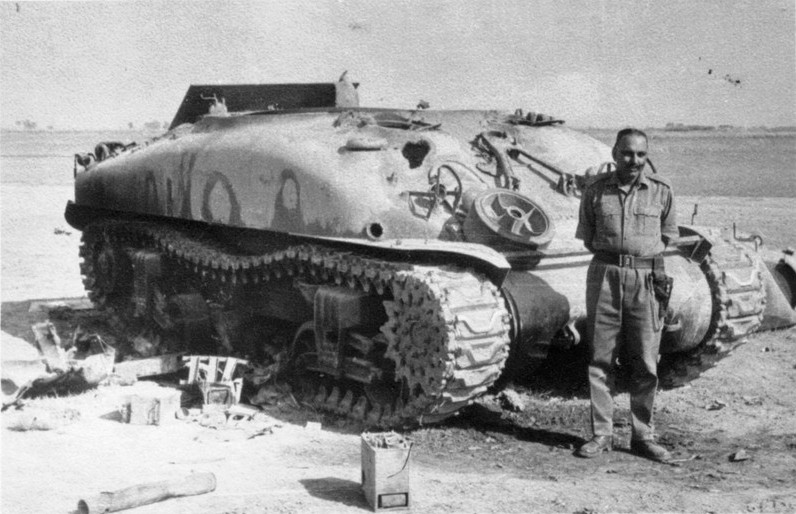
Корпус танка M4A1 "Шерман", уничтоженного во время индо-пакистанской войны

Сражение при Асал-Уттаре (8-10 сентября 1965) — крупнейшее танковое сражение второй индо-пакистанской войны.

## Предыстория
В августе 1965 года начались боевые действия в Кашмире. В ответ на пакистанское наступление Индия 6 сентября начала наступление в Пенджабе, создав угрозу Лахору.

## Ход боевых действий
1-й пакистанской бронетанковой дивизии была поставлена задача ударом во фланг сорвать индийское наступление на Лахор. Перейдя границу, пакистанские войска взяли индийский населённый пункт Кхем-Каран. Обнаружив пакистанское выдвижение, индийские войска подготовили оборону в холмистой местности. Пакистанские танки пошли в атаку без поддержки пехоты, результатом чего стало избиение пакистанских бронетанковых сил: используя подготовленные позиции, индийские войска уничтожали пакистанские танки всеми возможными способами — от ПТУР и артиллерии до ручных гранат. Наибольший вклад в разгром пакистанцев внёс 3-й танковый полк «Центурионов», на его счёт отводится 58 танков «Паттон», 6 «Чаффи», 2 «Шермана», 2 БТР M113, 8 безоткатных орудий и 1 один подбитый истребитель «Сейбр».

## Итоги и последствия
В сражении при Асал-Уттаре Пакистан потерял 97 танков, из них около трети достались индийцам в боеспособном состоянии. Пакистанцы прозвали Асал-Уттар «Паттон негэр» — «кладбище Паттонов». Разгром пакистанских «Паттонов» индийскими «Центурионами» (индийская сторона потеряла всего 32 танка подбитыми) сказался на репутации танков «Паттон» M48 среди танкистов всего мира.